# أوبادياه (خزر)
أوبادياه وباللغة العبرية עבדיה، وهو حاكم إمبراطورية الخزر في أواخر القرن الثامن وبداية القرن التاسع. ويذكر المؤرخون بأنه حفيد بولان ، وقد حل محله ابنه هزكايا.
ولم يظهر حاكم الخزر أوبادياه أي رد فعل تجاه ارتفاع سرعة تحول الناس إلى اليهودية في عهده، ولم يقوم بالتدخل في معتقدات الشعب.